# 瓦尔德布龙
瓦尔德布龙（德語：Waldbronn）是德国巴登-符腾堡州的一个市镇。总面积11.35平方公里，总人口12486人，其中男性6204人，女性6282人（2011年12月31日），人口密度1 100人/平方公里。